# استئصال الأعور
استئصال الأعور (بالإنجليزية: Cecectomy)‏ هو إجراء جراحي يتم فيه استئصال جزئي أو كلي للأعور، يُمكن القيام بهذا الإجراء في حالات مثل المتلازمة السرطاوية أو السرطانات الأولية أو الثانوية.